# Florian Soyka
Florian Soyka (* 1. August 1983 in Frankfurt am Main) ist ein deutscher Musicaldarsteller. Sein Stimmfach ist hoher  Bariton.

## Leben
Soyka nahm von 2001 bis 2009 sowohl klassischen Gesangsunterricht als auch im Fach Musical, u. a. bei Richard Salter. Er studierte von 2004 bis 2005 an der Stage School of Music, Dance & Drama in Hamburg, bevor er im September 2005 an die Bayerische Theaterakademie August Everding in München wechselte. Im Rahmen seiner Ausbildung stand er u. a. in Bernsteins On the Town, in Glucks Pilger von Mekka und als Solist in Suchers' Extraleidenschaften – Friedrich Holländer (Chansonabend) auf der Bühne.
Während seiner Ausbildung engagierte ihn 2007 bis 2009 das Stadttheater Fürth für die Revue Petticoat & Schickedance. In der Spielzeit 2008/2009 war Soyka Mitglied der Akademie Musiktheater am Gärtnerplatz und verkörperte am Münchner Staatstheater am Gärtnerplatz den Anthony in Sweeney Todd und den Samuel in The Pirates of Penzance. 2009 spielte er im Prinzregententheater München die Rolle des Tom Collins in Rent. Neben seiner Ausbildung wirkte er im Filmdrama Im Winter ein Jahr (2008) unter der Regie von Caroline Link mit.
In der Spielzeit 2009/2010 war Soyka unter der Regie von Josef Ernst Köpplinger in Singin’ in the Rain am Stadttheater Klagenfurt zu sehen. Im April 2010 war er ein zweites Mal in der Rolle des Tom Collins in Rent sehen, diesmal auf der Bühne des Deutschen Theaters in München.
Von September 2010 bis zum Spielzeitende am 16. Oktober 2011 stand Soyka im Palladium Theater Stuttgart als Ensemble-Mitglied (Nightmare Solo 2), Cover Graf von Krolock und Cover Chagal im Musical Tanz der Vampire auf der Bühne. Von November 2011 bis August 2013 war er wieder als Cover Graf von Krolock, Cover Chagal und Gesangssolist (Nightmare Solo 2) in Tanz der Vampire im Berliner Theater des Westens zu sehen.
Im Rahmen der Bad Hersfelder Festspiele 2014 war Florian Soyka in der Stiftsruine als Hortensio und Ensemble-Mitglied in dem Stück Kiss Me, Kate zu sehen.
Von November 2014 bis Januar 2016 war Florian Soyka im Theater an der Elbe in dem neuen Musical Das Wunder von Bern zu sehen, zuletzt in der Rolle des Fritz Walter und  Cover Richard Lubanski.
In der Spielzeit 2017/18 folgten Engagements im Theater Bonn, Altonaer Theater und eine Tournee für Semmel Concerts, in der Sommerspielzeit 2018 ist er in den Stücken Les Mis und Spamalot auf der Freilichtbühne in Tecklenburg zu sehen.
In der zweiten Spielzeit von Zeppelin – Das Musical von Ralph Siegel ist er im Sommer 2022 im Festspielhaus Neuschwanstein als Dr. Lutz Grivius sowie als Cover des Grafen Ferdinand von Zeppelin zu sehen.

## Auszeichnungen
- 38. Bundeswettbewerb Gesang 2009 (Fach Musical): 2. Platz
- MUT Wettbewerb 2009: 2. Platz

## Engagements
- Doktor Schiwago, Rolle: Liberius, Freilichtspiele Tecklenburg, Sommerspielzeit 2019
- Sugar – Manche mögen heiß, Rolle: Joe (Josephine) am Theater Münster, Spielzeit 2019
- Der kleine Störtebeker, Rolle: Pfeffersack im Schmidt Theater auf der Reeperbahn, 2018–2019
- Les Misérables, Rollen: Bischof von Digne/Courfeyrac und Spamalot, Rollen: Sir Galahad, Bürgermeister, Schwarzer Ritter, Prinz Herberts Vater, beide Freilichtspiele Tecklenburg, Sommerspielzeit 2018
- Die Schöne und das Biest, Rolle: Biest, Semmel Concerts, Tournee Frühjahr 2018
- Sunset Boulevard, Rollen:  Artie Green / Mr. Manfred, Theater Bonn, Spielzeit 2017/2018
- Das Wunder von Bern, Max Morlock, Flugakrobat, Cover Fritz Walter, Cover Paul Ackerman, Cover Richard Lubanski, November 2014 bis Januar 2016, Theater an der Elbe Hamburg
- Kiss Me, Kate, Hortensio, Ensemble, 2014, Festspiele Bad Hersfeld
- Tanz der Vampire, Gesangsensemble, Cover Graf von Krolock, Cover Chagal, 2011–2013, Theater des Westens Berlin
- Tanz der Vampire, Ensemble (Nightmare Solo 2), Cover Graf von Krolock, Cover Chagal, 2010–2011, Palladium Theater Stuttgart
- Singin’ in the Rain, Ensemble, 2010–2011, Oper Graz
- Rent, Tom Collins, 2010, Deutsches Theater München
- Singin’ in the Rain, Ensemble, 2010, Stadttheater Klagenfurt
- Piraten von Penzance, Samuel, 2009, Staatstheater am Gärtnerplatz
- Rent, Tom Collins, 2009, Prinzregententheater München
- Sweeney Todd, Anthony, 2009, Staatstheater am Gärtnerplatz
- Petticoat und Schickedance, Ensemble, 2007–2009, Stadttheater Fürth
- Pilger von Mekka, Karawanenführer, 2007–2008, Prinzregententheater München / Stadttheater Ingolstadt / Markgräfliches Opernhaus Bayreuth
- On the Town, Workman (Solo) / Ensemble, 2007, Prinzregententheater München / Staatsoper Nürnberg
- Revue – Wilde Männer küsst man gern, u. a. Curly (Oklahoma) / Billis (South Pacific), 2006, Akademietheater München

## Diskografie
- Showbühne Live (2010): Karsten Kenzel, Stephanie Marin, Martina Mühlpointner und Florian Soyka präsentieren Songs aus neueren und neuesten Musicals

| Personendaten    | Personendaten               |
| ---------------- | --------------------------- |
| NAME             | Soyka, Florian              |
| KURZBESCHREIBUNG | deutscher Musicaldarsteller |
| GEBURTSDATUM     | 1. August 1983              |
| GEBURTSORT       | Frankfurt am Main           |